# Igor Costrov
Igor Costrov (sinh 3 tháng 8 năm 1987 ở Moldova) là một cầu thủ bóng đá Moldova hiện tại thi đấu cho Slavia Mozyr.

## Sự nghiệp
Costrov bắt đầu sự nghiệp cùng với FC Dinamo Bender ở Moldova trước khi ký hợp đồng với câu lạc bộ Liga Leumit Hapoel Be'er Sheva. Anh ký hợp đồng với câu lạc bộ Major League Soccer Kansas City Wizards vào tháng 2 năm 2010 bởi Stuart McErlain-Naylor. However, Kostrov was released by the club without making a league appearance.